# Katrin Holtwick
Katrin Holtwick, née le 10 avril 1984 à Bocholt (Allemagne), est une joueuse de beach-volley allemande. En compagnie de sa compatriote Ilka Semmler, elle a remporté plusieurs tournois du Circuit professionnel à ce jour.

## Carrière

### Les débuts
Katrin Holtwick commence sa carrière professionnelle à l'âge de 19 ans, en 2003. Elle s'associe à ses débuts avec sa compatriote Maria Kleefisch et participe aux Championnats du Monde Junior de Saint-Quay-Portrieux (France) en 2003 où les deux femmes terminent vice-championnes du Monde.

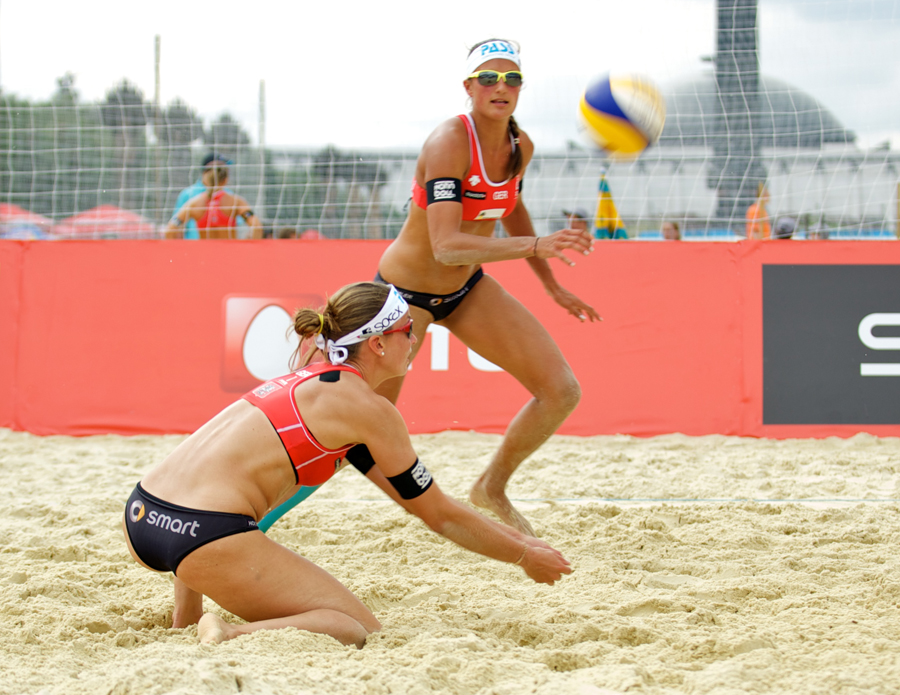
Katrin Holtwick (g) avec Ilka Semmler, 2012

Changeant de partenaire en 2005, elle s'associe sans grand succès avec Sara Goller, ce qui la pousse à rechercher une nouvelle partenaire. À partir du début de l'année 2006, elle commence sa longue collaboration avec Ilka Semmler.
Le nouveau duo remporte le Tournoi Satellite de Vaduz (Liechtenstein) en 2006, puis le Tournoi Challenger de Chypre en 2007. Elles atteignent leur première demi-finale en Grand Chelem sur le Circuit mondial FIVB de beach-volley lors du Grand Chelem de Klagenfurt (Autriche) en 2008, obtenant finalement la Médaille de Bronze. Peu après, elles échouent en finale lors du Tournoi Open de Myslowice (Pologne).
En 2011, elles échouent également en finale du Grand Chelem de Pékin contre la paire américaine Walsh-May-Treanor.
Malgré ces quelques coups d'éclat, leur carrière stagne jusqu'au milieu de l'année 2012, le duo collectionnant les neuvièmes places sur le Circuit professionnel du FIVB Beach Volley World Tour sans parvenir à franchir le palier vers de nouveaux podiums en tournois Open ou Grand Chelem.

### Le déclic des Jeux olympiques de Londres
Le franchissement de palier tant attendu se présente juste après les Jeux olympiques de Londres en 2012, où le duo se qualifie et représente l'Allemagne pendant la compétition. Holtwick-Semmler obtiennent une nouvelle neuvième place lors de ces jeux.
Lors du tournoi suivant, elles obtiennent une belle Médaille de Bronze au Grand Chelem de Stare Jabłonki, puis remportent leur première finale lors du Tournoi Open d'Aland (Finlande).

### L'année 2013: l'année des troisièmes places
Délaissant les neuvièmes places, l'année 2013 voit le duo Holtwick-Semmler collectionner les troisièmes places et les Médailles de Bronze qui vont avec (Open de Fuzhou, Grand Chelem de La Haye, Grand Chelem de Long Beach). Elles échouent en finale à domicile du Grand Chelem de Berlin en trois sets contre la paire brésilienne Talita-Lima, ce qui marque néanmoins une véritable progression.

### 2014 et de nouvelles promesses
Après un début d'année difficile (17e au Grand Chelem de Shanghai), elles tiennent un premier coup d'éclat en se hissant en finale du Tournoi Open de Prague, échouant en trois sets contre la paire tchèque Kolocova-Sluková, qui jouait à domicile.
Après deux contre-performances aux Grands Chelems de Moscou et de Berlin (25e places), Holtwick-Semmler remportent en juillet 2014 le premier Grand Chelem de leur carrière à Gstaad (Suisse), battant en finale leurs compatriotes Borger-Büthe en deux sets secs (24-22, 21-16).
Elles enchaînent en terminant deuxièmes au Grand Chelem de La Haye (Pays-Bas) le 20 juillet 2014, battues en finale et en trois sets (21-16, 16-21, 15-12) par la nouvelle paire brésilienne Lima-Fernanda.

## Palmarès

### Jeux olympiques d'été
- 9e à Londres en 2012 avec Ilka Semmler

### Championnats du Monde de beach-volley
- Aucune performance significative à ce jour.

### Championnats d'Europe de beach-volley
- Aucune performance significative à ce jour.

## Vie privée
Katrin HoltWick vit à Berlin et a étudié la pédagogie de réhabilitation à l'université. Avec sa partenaire Ilka Semmler, elles ont posé nues pour le photographe Andreas H. Bitesnich (de). Ces photographies artistiques pour le magazine allemand Fit for Fun leur ont assuré une certaine renommée en dehors de la scène du beach-volley.
Elle a épousé l'entraîneur Elmar Harbrecht en 2011.